# 開基開山宮
22°59′39.9″N 120°12′1.18″E / 22.994417°N 120.2003278°E

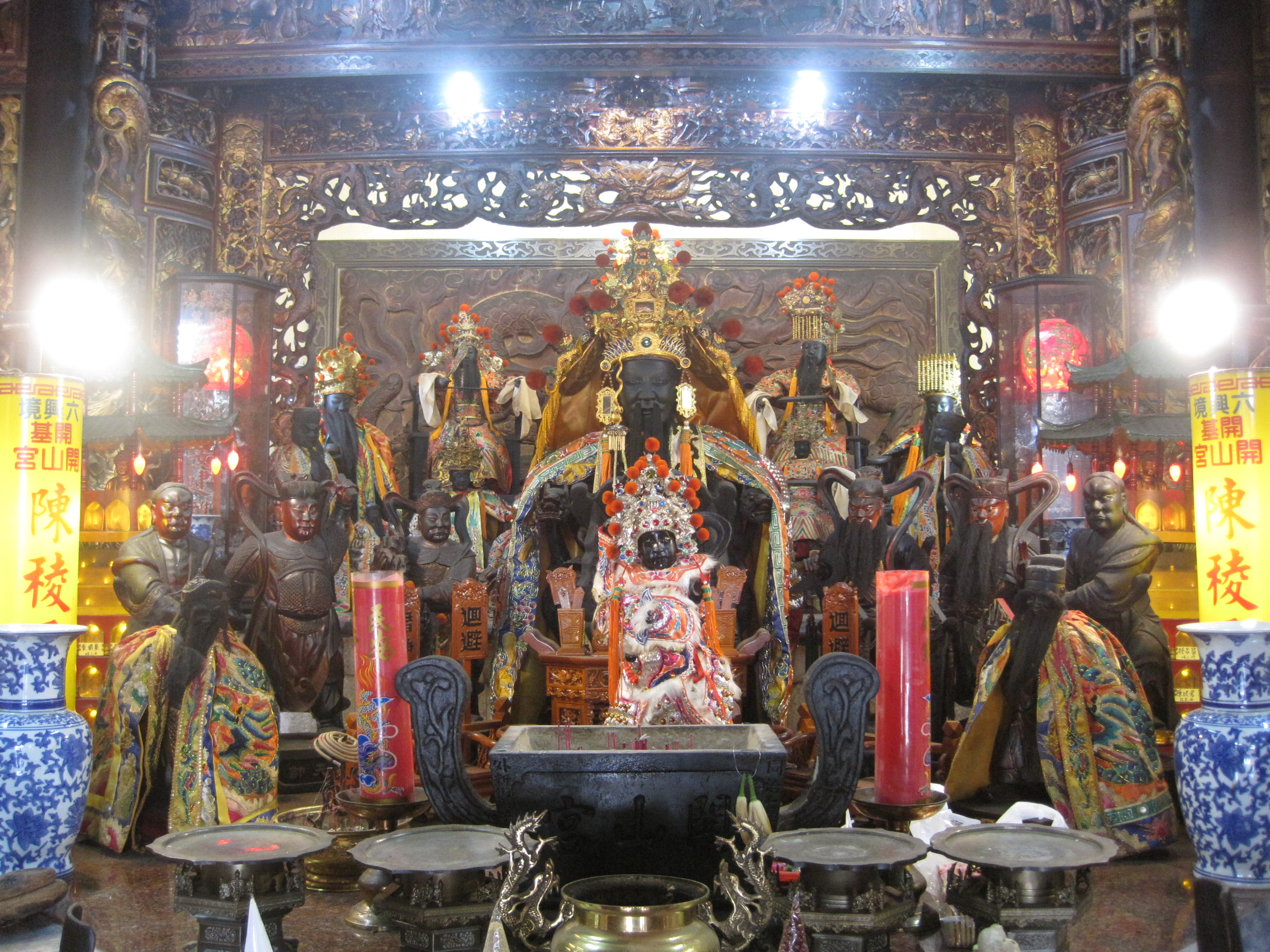
正殿眾神

六興境新街開基開山宮位於臺灣臺南市中西區，主祀保生大帝，還供奉隋煬帝派去流求的虎賁中郎將陳稜。開山宮的前身，據說為供奉陳稜的將軍祠。此外有學者林衡道、楊雲萍等人認為開山宮可能是臺灣首座保生大帝廟。

## 沿革

### 立廟由來

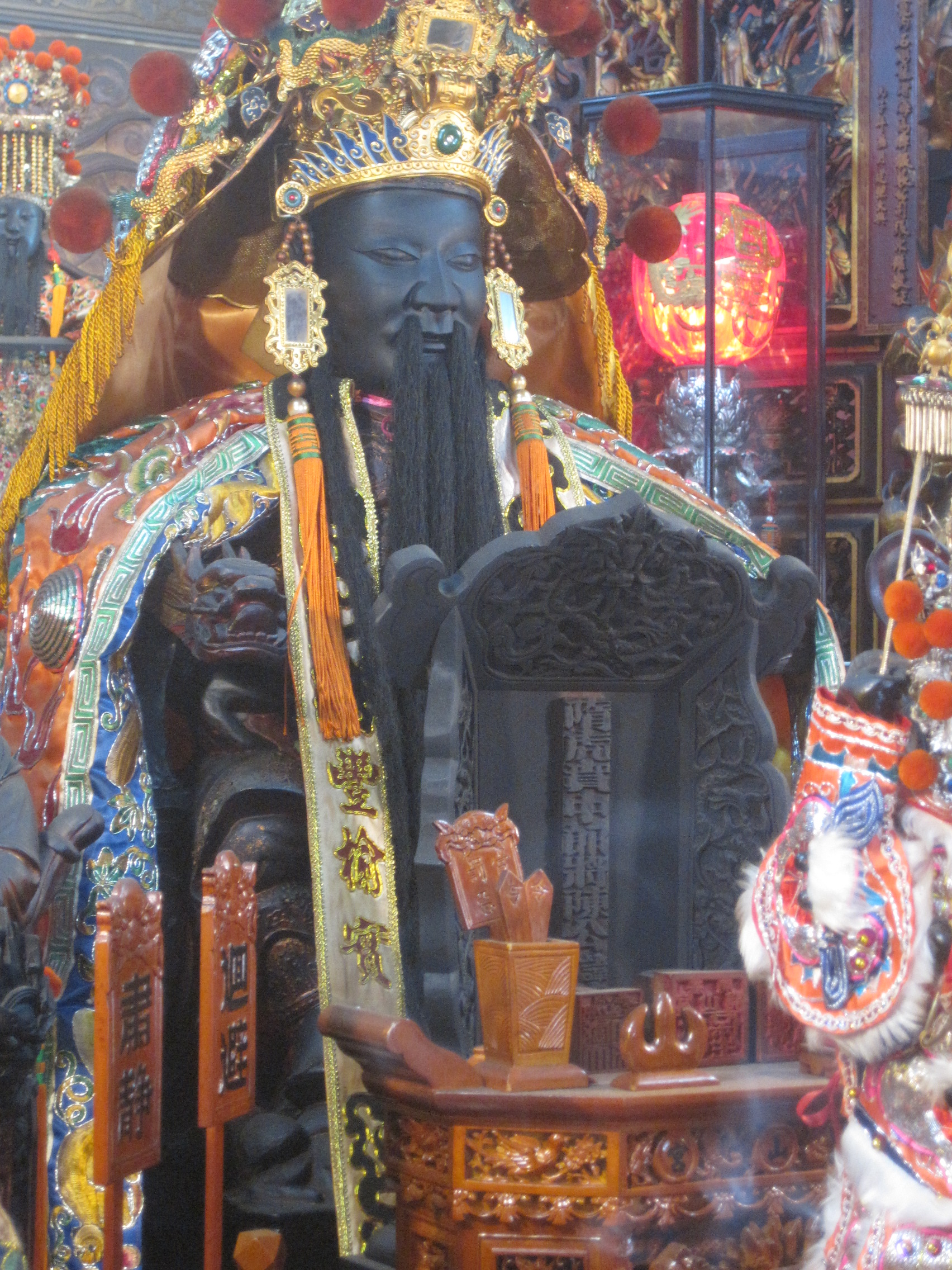
隋朝虎賁中郎將陳稜牌位

《隋書》記載陳稜曾攻打流求，有人認為即是臺灣，且陳稜當初便是從開山宮前登陸。隋朝滅亡後，據說有隋朝遺民與陳稜舊屬一起渡海來到臺灣，而後因感念陳稜，遂奉他為「開山聖王」，建將軍祠。而後在荷蘭時期來臺漢人日多，為求神明保佑乃迎奉白礁慈濟宮保生大帝來臺，祀於將軍祠。然而此種說法並未在清朝時的文獻中見到。而據說在明鄭時期，因為該廟是「開臺首祠」，廟名遂改為「開山宮」。
此外連橫〈開山宮記〉則寫說開山宮是鄭成功所建，祀奉陳稜，故廟名「開山」。且寫說是後人不察，誤以為主祀吳真人，後來更把廟名誤記為開仙宮。但根據《臺南州祠廟名鑑》（1933年）的記載，在祭神一欄中並未提到有供奉陳稜。
而考察文獻，康熙五十八年（1719年）《臺灣縣志》已有「開山宮」之記載，故可知開山宮在此前已存在。又《重修臺灣縣志‧卷六》則寫說「吳真人廟在西定坊新街。偽時建。」。

### 發展

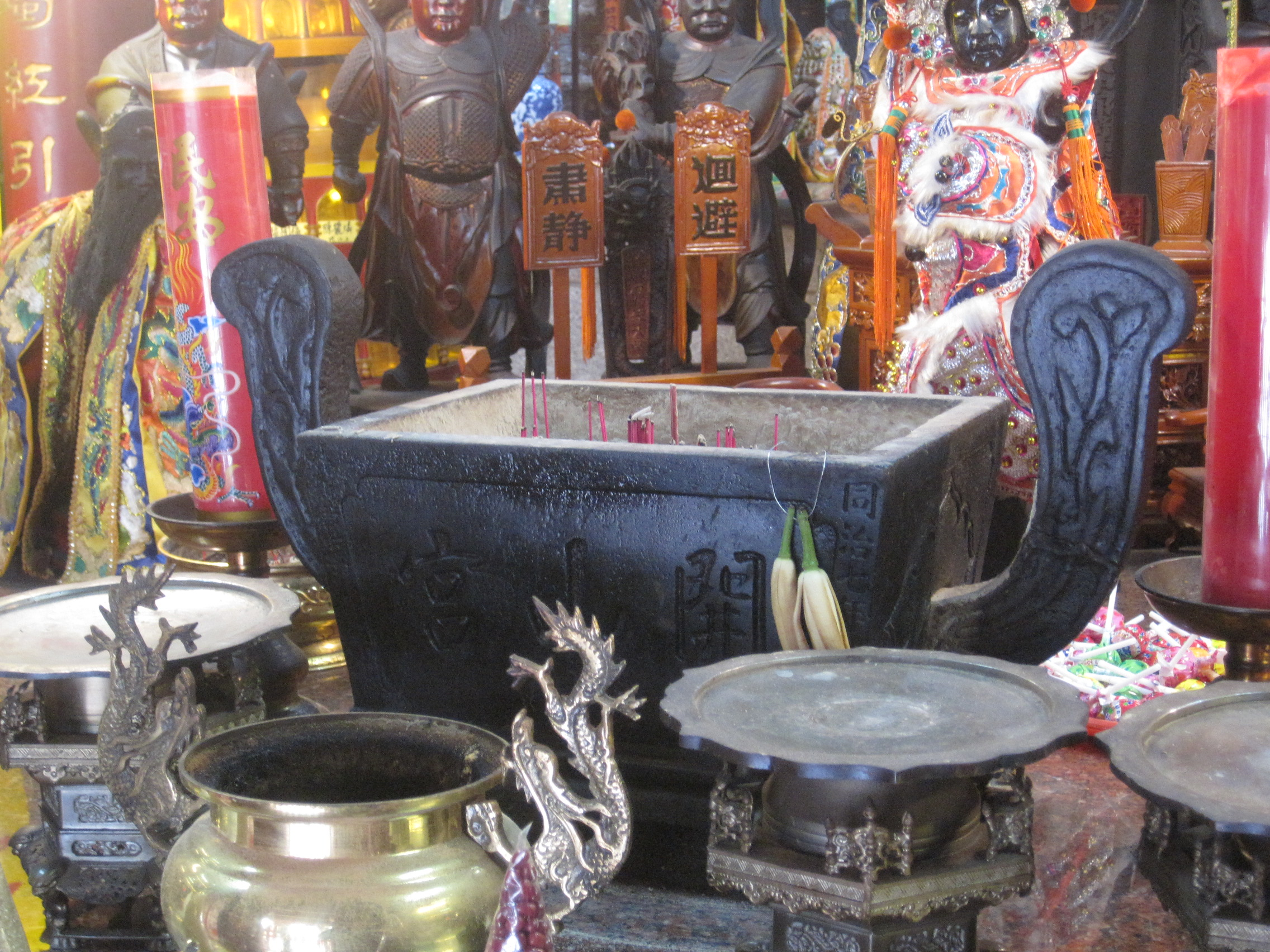
同治七年古香爐

開山宮在乾隆五年（1740年）時，由候選同知王紹堂等人重修。乾隆六十年（1795年），武舉人張文亞等人再次重修。而後在道光廿六年（1846年）吳振宏等人倡修，到了同治七年（1868年）董事林天理、林廷爵、歐陽庸等人與外新街王用賓等人重修。而在光緒九年（1883年），開山宮因大雨而毀，當地仕紳歐陽騰、許如璧、徐光樟、葉登科等人乃集資重建。重建後的開山宮規模頗大，左右偏殿涵蓋到今民生路上。
日治時期的1943年，為了開鑿防空洞而拆除廟宇。二次大戰後，1948年當地人士蘇料明、蔡清塗、吳添稠、黃火炎、方金水、王阿智等人利用舊建材簡易重建。1987年由主委蔡金龍發起重建，1996年落成建醮。

## 建築與祀神
開山宮規模不大，由拜亭、正殿、後殿所組成。正殿主祀保生大帝與陳稜，兩側牆上有三十六官將，且與一般廟宇多用彩繪不同，開山宮的三十六官將均為立體神像。後殿則供奉觀音菩薩、註生娘娘與福德正神。

## 交誼境
四安境牛磨後神興宮、四安境頂太子沙淘宮、全台西來庵、六興境保西宮、祀典武廟、六興境帆寮慈蔭亭